# Alice Munro
Pour les articles homonymes, voir Munro (homonymie).
Alice Munro, née Alice Ann Laidlaw le 10 juillet 1931 à Wingham (Ontario) et morte le 13 mai 2024 à Port Hope (Ontario), est une écrivaine canadienne de langue anglaise, prix Nobel de littérature.
Elle écrit principalement des nouvelles, parfois liées entre elles et centrées autour de personnages féminins, dans l'Ontario ou la Colombie-Britannique des années 1940 à aujourd'hui. Favorite depuis plusieurs années au prix Nobel de littérature selon la critique littéraire, elle reçoit cette récompense le 10 octobre 2013 pour être « la souveraine de l'art de la nouvelle contemporaine », comme l'explique l'Académie suédoise.

## Biographie
Alice Munro est née à Wingham, petite ville du comté de Huron, sur la rive sud-est du lac Huron en Ontario. Son père dirigeait un élevage (de renards et de visons), sa mère était institutrice. Elle publie sa première nouvelle en 1950, alors qu'elle est étudiante à l'université Western et gagne sa vie en travaillant comme serveuse ou bibliothécaire. Elle quitte l'université en 1951 pour épouser James Munro et s'installe avec lui à Vancouver en Colombie-Britannique. Le couple tient une librairie à Victoria à partir de 1963 et a quatre filles (dont la deuxième meurt à sa naissance).
C'est en 1968 qu'elle publie son premier recueil de nouvelles, La Danse des ombres heureuses, qui obtient le prix du Gouverneur général, la plus haute distinction littéraire canadienne. Suit en 1971 Lives of Girls and Women, un recueil de nouvelles où le personnage principal est récurrent. Divorcée en 1972, Alice Munro rentre en Ontario où elle épouse en 1976 le géographe Gerald Fremlin, mort en avril 2013, et vit depuis à Clinton, non loin de sa ville natale.
Elle se fait connaître d'un large public grâce à la publication de ses nouvelles dans des magazines comme The New Yorker et The Atlantic Monthly,.
Sa nouvelle L'Ours traversa la montagne, qui évoque la maladie d'Alzheimer, a été adaptée au cinéma en 2006 par Sarah Polley sous le titre Loin d'elle (Away from Her), avec Julie Christie qui est nommée à l'Oscar de la meilleure actrice pour ce rôle. En 2016, le cinéaste espagnol Pedro Almodóvar s'inspire de la trame de trois de ses nouvelles, présentes dans le recueil Fugitives (Hasard, Bientôt et Silence) dans le film Julieta, prénom hispanisé de la protagoniste des trois récits.
Faisant, depuis longtemps, figure de favorite pour le prix Nobel de littérature, elle devient, en 2013, le premier écrivain canadien et la treizième femme de lettres à recevoir cette récompense. Elle est par ailleurs le premier auteur essentiellement nouvelliste à être distingué par ce prix,.

### Mort
Alice Munro meurt le 13 mai 2024 en Ontario (Canada). Le Globe and Mail rapporte le 14 mai que selon sa famille, elle est morte dans une maison de repos où elle traitait depuis douze ans une démence. Cependant, le CBC et Toronto Star citent son éditeur qui affirme qu'elle décède à son domicile à Port Hope,.

## Analyse de l'œuvre

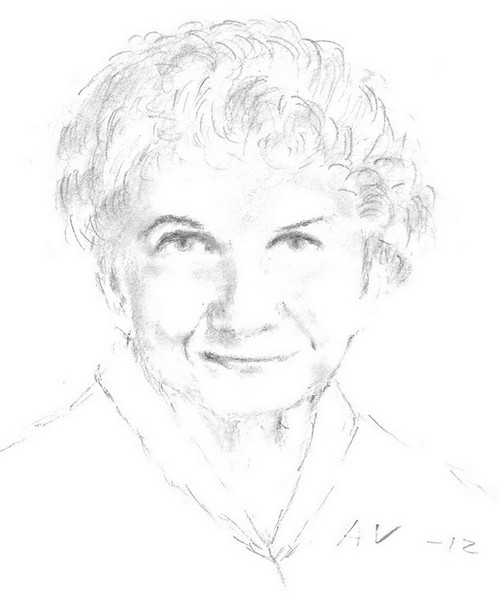
Alice Munro dessinée par Andreas Vartdal.

Couronnée par de nombreux prix au cours de sa carrière, Alice Munro est l'auteure de quinze recueils de nouvelles et d'un unique roman, traduits et vendus dans le monde entier. Ses nouvelles, caractérisées par la présence d'un narrateur extérieur qui explique le sens des événements, se situent souvent dans la campagne ontarienne, dépeinte avec une extrême minutie. Un grand nombre de ses personnages sont d'origine écossaise et irlandaise. Les protagonistes de ses nouvelles sont des gens ordinaires et essentiellement des femmes dont elle sonde les états d'âme, les rêveries, les névroses et la cruauté du destin dans une écriture nuancée, concise et imagée,.
Son style littéraire a souvent été comparé à celui d'Anton Tchekhov pour sa profondeur, son art de la description et sa manière de mettre l'intrigue au second plan afin de privilégier l'étude psychologique des personnages,,.
Alice Munro est par ailleurs reconnue pour son sens exceptionnel de la construction, son lyrisme et sa manière de se centrer sur les détails anodins et les petits riens de la vie d'individus dont elle tire une réflexion douce-amère sur l'existence. Privilégiant une apparente simplicité, son œuvre cherche une vérité universelle dans l'exploration de l'infime et du quotidien ; un point de vue qui a inspiré Pedro Almodóvar pour le film Julieta avec toutefois une dimension plus romanesque et mélodramatique,.
Selon le comité Nobel, « Alice Munro est appréciée pour son art subtil de la nouvelle, empreint d'un style clair et de réalisme psychologique ».
Parmi les recherches effectuées sur l'œuvre de Munro au début des années 1970, la première thèse de doctorat relatant les écrits d'Alice Munro est parue en 1972, par Margaret Tanaszi, intitulé Emancipation of Consciousness in Alice Munro's Lives of Girls and Women (traduit par : L'émancipation de la conscience dans la vie des filles et des femmes d'Alice Munro). En 1984, le premier livre Art of Alice Munro: Saying the Unsayable, contenant les articles présentés lors de première conférence sur son œuvre à l’Université de Waterloo, a été publié.

## Publications

### Recueils de nouvelles
- 1968 : Dance of the Happy Shades - Prix du Gouverneur général 1968 Publié en français sous le titre La Danse des ombres, traduit par Colette Tonge, Montréal, Québec Amérique, 1979 Publié en français sous le titre La Danse des ombres heureuses, traduit par Geneviève Doze, Paris, Payot & Rivages, coll. « Littérature étrangère », 2002 ; réédition, Paris, Payot & Rivages coll. « Rivages poche. Bibliothèque étrangère » no 483, 2004  (ISBN 2-7436-1334-3)
- 1971 : Lives of Girls and Women.
- 1974 : Something I've Been Meaning to Tell You.
- 1978 : Who Do You Think You Are? - Prix du Gouverneur général 1978 Publié en français sous le titre Pour qui te prends-tu ?, traduit par Colette Tonge, Montréal, Québec Amérique, coll. « Littérature d'Amérique », 1981
- 1982 : The Moons of Jupiter Publié en français sous le titre Les Lunes de Jupiter, traduit par Colette Tonge, Paris, Albin Michel, coll. « Les grandes traductions », 1989 ; réédition, Paris, Payot & Rivages coll. « Rivages poche. Bibliothèque étrangère » no 147, 1995 ; réédition, Paris, Points no P3021, 2013  (ISBN 978-2-7578-3369-8)
- 1986 : The Progress of Love - Prix du Gouverneur général 1986 Publié en français sous le titre Miles City, Montana, traduit par Florence Petry et Jean-Pierre Ricard, Paris, Éditions DeuxTemps Tierce, coll. « Deuxtemps » no 13, 1991  (ISBN 2-903144-70-2)
- 1990 : Friend of My Youth Publié en français sous le titre Amie de ma jeunesse, traduit par Marie-Odile Fortier-Masek, Paris, Albin Michel, coll. « Les grandes traductions », 1992 ; réédition, Paris, Payot & Rivages coll. « Rivages poche. Bibliothèque étrangère » no 198, 1996 ; réédition, Paris, Points no P3212, 2013  (ISBN 978-2-7578-4119-8)
- 1994 : Open Secrets Publié en français sous le titre Secrets de polichinelle, traduit par Céline Schwaller-Balaÿ, Paris, Rivages, coll. « Littérature étrangère », 1995 ; réédition, Paris, Payot & Rivages coll. « Rivages poche. Bibliothèque étrangère » no 328, 2001  (ISBN 2-7436-0750-5) ; réédition, Paris, Points no P2874, 2012  (ISBN 978-2-7578-3081-9)
- 1998 : The Love of a Good Woman - Prix Giller 1998 Publié en français sous le titre L'Amour d'une honnête femme, traduit par Geneviève Doze, Paris, Payot & Rivages, coll. « Littérature étrangère », 2001 ; réédition, Paris, Payot & Rivages coll. « Rivages poche. Bibliothèque étrangère » no 416, 2003  (ISBN 2-7436-1089-1) ; réédition, Paris, Points coll. « Signatures » no P2873, 2012  (ISBN 978-2-7578-3018-5)[Note 2]
- 2001 : Hateship, Friendship, Courtship, Loveship, Marriage (aussi paru sous le titre Away From Her) Publié en français sous le titre Un peu, beaucoup, pas du tout, traduit par Geneviève Doze, coll. « Littérature étrangère », 2004 ; réédition, Paris, Payot & Rivages coll. « Rivages poche. Bibliothèque étrangère » no 555, 2006  (ISBN 978-2-7436-1593-2) - La dernière nouvelle du recueil, The Bear Came Over the Mountain (L'ours traversa la montagne), a été publiée à part à l'occasion de la sortie en 2006 du film Away from her (Loin d'elle, en français) de Sarah Polley, avec Julie Christie : Loin d'elle, traduit par Geneviève Doze, Paris, Payot & Rivages coll. « Rivages poche. Bibliothèque étrangère » no 571, 2007  (ISBN 978-2-7436-1674-8); Publié à nouveau en 2019 sous le titre Un peu, beaucoup, passionnément, à la folie, pas du tout, Éditions du Boréal, 2019, traduit de l'anglais par Agnès Desarthe (ISBN 9782823613711), et en format poche, Paris, Points no P5300, 2021  (ISBN 978-2-7578-8623-6)
- 2004 : Runaway - Prix Giller 2004 Publié en français sous le titre Fugitives, traduit par Jacqueline Huet et Jean-Pierre Carasso, Paris, Éditions de l'Olivier / Montréal, Éditions du Boréal, 2008 ; réédition, Paris, Points no P2205, 2009  (ISBN 978-2-7578-1472-7) ; réédition, Montréal, Boréal, coll. « Boréal Compact » no 267, 2013  (ISBN 978-2-76462-314-5)
- 2006 : The View from Castle Rock Publié en français sous le titre Du côté de Castle Rock, traduit par Jacqueline Huet et Jean-Pierre Carasso, Paris, Éditions de l'Olivier / Montréal, Éditions du Boréal, 2009 ; réédition, Paris, Points no P2441, 2010  (ISBN 978-2-7578-1945-6) ; réédition, Montréal, Boréal, coll. « Boréal Compact » no 268, 2013  (ISBN 978-2-76462-315-2)
- 2009 : Too Much Happiness Publié en français sous le titre Trop de bonheur, traduit par Jacqueline Huet et Jean-Pierre Carasso, Paris, Éditions de l'Olivier, 2013 ; réédition, Paris, Points no P3286, 2014  (ISBN 978-2-7578-4328-4)
- 2012 : Dear Life Publié en français sous le titre Rien que la vie, traduit par Jacqueline Huet et Jean-Pierre Carasso, Paris, Éditions de l'Olivier / Montréal, Éditions du Boréal, 2014 ; réédition, Paris, Points no P4181, 2015  (ISBN 978-2-7578-5322-1)

## Prix et distinctions
- 1968 : Prix du Gouverneur général, La Danse des ombres heureuses
- 1978 : Prix du Gouverneur général, Pour qui te prends-tu ?
- 1986 : Prix du Gouverneur général, Miles City, Montana
- 1990 : Prix Molson
- 1993 : Médaille Lorne Pierce
- 1998 : Prix Giller, L'Amour d'une honnête femme
- 2004 : Prix Giller, Fugitives
- 2006 : Médaille Edward MacDowell, MacDowell Colony
- 2009 : Prix international Man-Booker
- 2013 : Prix Nobel de littérature
- 2014 : Pièce de monnaie en argent émise par la Monnaie royale canadienne en hommage à Alice Munro[17]
- 2015 : Timbre émis par Postes Canada en hommage à Alice Munro[18]